# オクトパスアーミー シブヤで会いたい
『オクトパスアーミー シブヤで会いたい』（オクトパスアーミー シブヤであいたい）は、1990年に公開された日本映画。
及川中監督のデビュー作であり、パイオニアLDCの劇場映画製作第1弾作品である。

## 概要
- 渋谷の街に生きる若者たちの青春群像を描いている。
- 渋谷界隈でのオールロケで撮影されており、1990年当時の渋谷の街や若者文化が余すところなく映像化されている。劇場公開も渋谷にこだわり、スペイン坂入口に特設ドームを設営して自主上映された。
- 物語の軸足となっているスケートボードにおいては、当時活動中のプロスケートボーダーが大挙出演し、劇中で様々なテクニックを披露している。

## キャスト
- 雄太：東幹久 ：スケボーチーム「オクトパスアーミー」の元エーススケーター。
- 竹島マリ：大寶智子：「サーティワンアイスクリーム」のバイト。雄太が一目惚れする。
- 至：小川隆宏：雄太のダチ
- チャーリー：大久保了
- 警官：竹中直人（特別出演）
- ケイ：藍田美豊
- エビス：長江英和：スケボーチーム「ティラノザウルス」のリーダー
- 洋子：つみきみほ：アイドル歌手。野外のコンサート会場から失踪し渋谷の街に逃げ込む
- その他：三野輪有紀、丸典膳カイ、渋谷琴乃、小野了、谷川裕江、小栗香織 ほか

## スタッフ
- 監督・脚本：及川中
- 音楽：フリッパーズ・ギター
- スケートボード・テクニカルアドバイザー：秋山弘宣
- 協力：日本スケートボード協会、オクトパスアーミー、アークティーズ、サーティワンアイスクリーム、東急百貨店吉祥寺店、宮田工業、スウォッチ、エドウイン、AIU保険会社　ほか
- ボディスタント：オフィスワイルド
- 音楽協力：日音サウンズライブラリー
- 音響効果：福島音響
- 合成：チャンネル16
- タイトル：マリンポスト
- 現像：東映化学工業
- 企画：佐々木志郎、萩野正昭、中島司
- 製作者：碧海康夫
- プロデューサー：荒井勝則、平田樹彦
- 製作協力：シネマハウト
- 製作：パイオニアLDC